# Groupe de M77
Le groupe de M77 comprend au moins sept galaxies situées dans les constellations de la Baleine et de l'Éridan. La distance moyenne entre ce groupe et la Voie lactée est d'environ 13,1 Mpc (∼42,7 millions d'al). 

## Membres
Le tableau ci-dessous liste les six galaxies qui sont indiquées sur le site « Un Atlas de l'Univers » créé par Richard Powell. À ces galaxies, il faut ajouter UGC 2162 qui apparait dans une liste publiée par A.M. Garcia en 1993.
| Nom      | Constellation | Class.       | Type                        | α (J2000.0)   | δ (J2000.0)  | Vitesse radiale (km/s) | m     | Distance (Mpc) | Dimension (kal) |
| -------- | ------------- | ------------ | --------------------------- | ------------- | ------------ | ---------------------- | ----- | -------------- | --------------- |
| NGC 1055 | Baleine       | SBb          | Spirale barrée              | 02h 41m 45.2s | 00° 26′ 35″  | 996 ± 1                | 10,6  | 11,4 ± 1,0     | 114             |
| M77      | Baleine       | (R)SA(rs)b   | Spirale                     | 02h 42m 40.7s | -00° 00′ 48″ | 1137 ± 3               | 8,9   | 13,5 ± 1,0     | 90              |
| NGC 1073 | Baleine       | SB(rs)c      | Spirale barrée              | 02h 43m 40.5s | 01° 22′ 34″  | 1211 ± 4               | 11,0  | 14,6 ± 1,1     | 39              |
| UGC 2275 | Baleine       | (R_2)SB(s)m  | Spirale barrée magellanique | 02h 47m 57.8s | 03° 53′ 02″  | 1025 ± 5               | 12,32 | 11,9 ± 0,9     | 75              |
| UGC 2302 | Baleine       | (R')SB(rs)m: | Spirale barrée magellanique | 02h 49m 08.6s | 02° 07′ 38″  | 1104 ± 1               | 12,81 | 13,1 ± 0,9     | 80              |
| UGCA 44  | Éridan        | IB(s)m:      | Irrégulière magellanique    | 02h 49m 22.2s | -02° 39′ 14″ | 1090 ± 1               | 15,52 | 12,9 ± 0,9     | 21              |
| UGC 2162 | Baleine       | IB(s)m:      | Irrégulière magellanique    | 02h 40m 23.1s | 01° 13′ 45″  | 1182 ± 1               | 15,61 | 14,1 ± 1,0     | 29              |

Le site DeepskyLog permet de trouver aisément les constellations des galaxies mentionnées dans ce tableau ou si elles ne s'y trouvent pas, l'outil du site constellation permet de le faire à l'aide des coordonnées de la galaxie. Sauf indication contraire, les données proviennent du site NASA/IPAC.